# The Shadow of the Tower
The Shadow of the Tower è una miniserie televisiva inglese realizzata nel 1972 dalla BBC. Si tratta della miniserie prequel alle miniserie Le sei mogli di Enrico VIII ed Elisabetta Regina.
La miniserie narra dell'inizio del regno di Enrico Tudor e della sua dinastia.

## Episodi

### Crown in Jeopardy
Sconfitto Riccardo III nella battaglia di Bosworth Field, Enrico Tudor diventa il nuovo re d'Inghilterra.
Per consolidare il suo potere Enrico nomina membro del suo consiglio John de la Pole, I conte di Lincoln, l'erede di Riccardo e decide di chiedere in moglie Elisabetta di York, figlia di Edoardo IV.